# Niko Domjanić
Niko Domjanić (Stoccarda, 19 febbraio 2003) è un calciatore croato, attaccante del Liepāja in prestito dal Varaždin.

## Carriera

### Club
Cresciuto nelle giovanili della squadra croata del Varaždin.

## Statistiche

### Presenze e reti nei club
Statistiche aggiornate al 14 aprile 2025.
| Stagione        | Squadra         | Campionato      | Campionato | Campionato | Coppe nazionali | Coppe nazionali | Coppe nazionali | Coppe continentali | Coppe continentali | Coppe continentali | Altre coppe | Altre coppe | Altre coppe | Totale | Totale |
| Stagione        | Squadra         | Comp            | Pres       | Reti       | Comp            | Pres            | Reti            | Comp               | Pres               | Reti               | Comp        | Pres        | Reti        | Pres   | Reti   |
| --------------- | --------------- | --------------- | ---------- | ---------- | --------------- | --------------- | --------------- | ------------------ | ------------------ | ------------------ | ----------- | ----------- | ----------- | ------ | ------ |
| nov. 2021-2022  | Varaždin        | 2. HNL          | 13         | 1          | CC              | 1               | 1               | -                  | -                  | -                  | -           | -           | -           | 14     | 2      |
| 2022-2023       | Varaždin        | 1. HNL          | 17         | 3          | CC              | 2               | 1               | -                  | -                  | -                  | -           | -           | -           | 19     | 4      |
| 2023-2024       | Varaždin        | 1. HNL          | 18         | 0          | CC              | 3               | 0               | -                  | -                  | -                  | -           | -           | -           | 21     | 0      |
| 2024-feb. 2025  | Varaždin        | 1. HNL          | 7          | 0          | CC              | 2               | 0               | -                  | -                  | -                  | -           | -           | -           | 9      | 0      |
| Totale Varaždin | Totale Varaždin | Totale Varaždin | 55         | 4          |                 | 8               | 2               |                    | -                  | -                  |             | -           | -           | 63     | 6      |
| 2025            | Liepāja         | VL              | 6          | 0          | CL+CdL          | 0+0             | 0               | UECL               | 0                  | 0                  | -           | -           | -           | 6      | 0      |
| Totale carriera | Totale carriera | Totale carriera | 61         | 4          |                 | 8               | 2               |                    | 0                  | 0                  |             | -           | -           | 63     | 6      |